# گروه فرمول یک
گروه فرمول یک (انگلیسی: Formula One Group) گروهی از شرکت‌ها است که مسئولیت ترویج مسابقات قهرمانی جهان فرمول یک فیا و اجرای حقوق تجاری این ورزش را بر عهده دارد.
این گروه قبلاً تحت مالکیت شرکت دلتا تاپکو، که در جرزی مستقر بود و خود در درجه اول تحت مالکیت شرکت‌های سرمایه‌گذاری سی‌وی‌سی کپیتال، وادل اند رید و گروه ال‌بی‌آی قرار داشت و باقی مالکیت آن نیز بین برنی اکلستون، سایر شرکت‌های سرمایه‌گذاری و مدیران شرکت تقسیم شده‌بود، قرار داشت. گروه فرمول یک متعاقباً توسط شرکت لیبرتی مدیا (یک شرکت اسپین-آف از تی‌سی‌آی، یک گروه تلویزیون کابلی آمریکایی) خریداری شد.
اکلستون، که پیشتر رئیس یکی از تیم‌های فرمول یک بود، پس از به دست آوردن کنترل بر حقوق تجاری گروه فرمول یک، به مدت ۴۰ سال مدیر اجرایی این شرکت بود. تا ژانویه ۲۰۲۰، این گروه توسط چیس کری به‌عنوان رئیس هیئت مدیره و مدیر عامل اجرایی، و راس براون به‌عنوان مدیر ارشد اجرایی، ورزش‌های موتوری اداره می‌شده‌است.